# باشگاه فوتبال هاروبی یونایتد
باشگاه فوتبال هاروبی یونایتد (به انگلیسی: Harrowby United Football Club) یک باشگاه فوتبال در شهر هاروبی، لینکولن‌شایر، کشور انگلستان است که در سال ۱۹۴۹ میلادی تأسیس شده‌است.